# Huis Valois-Bourgondië
Het huis Valois-Bourgondië (Frans: la maison de Valois-Bourgogne), of het jongere huis Bourgondië, was een  Franse adellijke familie afkomstig uit het koningshuis Valois. Het is te onderscheiden van het Capetingische huis Bourgondië, afstammelingen van koning Robert II van Frankrijk, die over het hertogdom Bourgondië heersten van 1032 tot 1361, hoewel beide huizen afstamden van het huis Capet. Het huis Valois-Bourgondië heerste over het hertogdom Bourgondië van 1363 tot 1482 en wist in verschillende fasen ook de heerschappij te verwerven over het graafschap Artesië, het graafschap Vlaanderen, het hertogdom Luxemburg, het graafschap Henegouwen, het vrijgraafschap Bourgondië (Franche-Comté), het hertogdom Brabant, het hertogdom Limburg, en andere landen weten te bemachtigen door haar huwelijkspolitiek.
De term "Valois Bourgondische hertogen" wordt gebezigd om te verwijzen naar de dynastie die begon nadat koning Jan II van Frankrijk het Franse hertogdom Bourgondië als apanage had geschonken aan zijn jongste zoon, Filips de Stoute in 1363. Tijdens de Honderdjarige Oorlog staken de hertogen hun koninklijke neven naar de kroon door een groot aantal gebieden in Frankrijk en het Heilige Roomse Rijk onder hun gezag te brengen. Hun plannen om een autonoom koninkrijk te stichten zou uiteindelijk falen toen hertog Karel de Stoute de Bourgondische Oorlogen begon en sneuvelde in de Slag bij Nancy in 1477. De laatste heerser van de dynastie, Maria van Bourgondië, trachtte haar autoriteit in haar gebieden te handhaven en tekende daartoe het Groot Privilege. Haar gebieden buiten Frankrijk gingen na haar dood in 1482 over op haar oudste zoon, Filips I van Castilië en zouden de Habsburgse Nederlanden vormen, terwijl het hertogdom Bourgondië terug aan de Franse kroon toeviel.

## Geschiedenis
Het voormalige Frankische koninkrijk Bourgondië werd opgedeeld in een Oost- en West Frankisch deel in 843 door het Verdrag van Verdun. Terwijl het oostelijk deel zich ontwikkelde tot het koninkrijk Arelat en het vrijgraafschap Bourgondië, geïncorporeerd in het Heilig Roomse Rijk in 1032, werd het westelijke hertogdom Bourgondië, rond 918 gesticht door Richard Justiciarius, een leen van het Franse koningshuis Capet onder koning Robert II in 1002. Om tegemoet te komen aan de eisen van de Bourgondische edelen voor autonomie, installeerde koning Robert zijn tweede zoon Hendrik als hertog van Bourgondië omstreeks 1016, een titel die overging op zijn jonger broer Robert I en zijn nakomelingen nadat Hendrik zijn vader was opgevolgd als koning van Frankrijk in 1031.
Het capetingische huis Bourgondië stierf uit toen hertog Filips I in 1361 stierf, zonder dat hij kinderen had uit zijn huwelijk met Margaretha van Dampierre, erfdochter van graaf Lodewijk II van Male. Het hertogdom Bourgondië werd daarop toegevoegd aan het Franse kroondomein onder de Valoiskoning Jan II van Frankrijk. Kort daarop echter zou Jans vierde zoon Filips de Stoute uit de handen van zijn vader het hertogdom Bourgondië als apanage ontvangen.

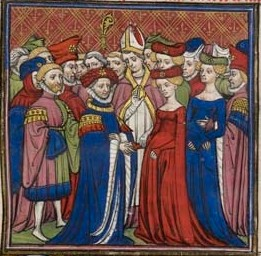
Huwelijk van Filips de Stoute en Margaretha van Vlaanderen (Chroniques de France, late 14e eeuw).

Filips de Stoute regeerde als hertog Filips II van Bourgondië van 1363 tot 1404. In 1369 trouwde hij op zijn beurt met de weduwe geworden Margaretha van Dampierre, en toen zijn schoonvader graaf Lodewijk II van Vlaanderen stierf in 1384, volgde hij hem niet alleen op in de Franse graafschappen Vlaanderen, Artesië, Rethel en Nevers, maar ook in het vrijgraafschap Bourgondië, waardoor hij een kroonvazal werd van de keizer van het Heilige Roomse Rijk. Zijn uitgestrekte gebied vormde twee geografische blokken:
- de landen van derwaarts over of de Bourgondische bezittingen: Bourgondië, Franche-Comté en de Charolais
- de landen van herwaarts over of de lage landen bij de zee: Vlaanderen, Artesië, Antwerpen en Mechelen.

In 1385 arrangeerde Filips het dubbelhuwelijk van zijn zoon en erfgenaam Jan zonder Vrees met Margaretha van Wittelsbach, dochter van hertog Albert van Beieren-Straubing en zus van prins Willem II van Beieren, die tezelfdertijd zou trouwen met Filips dochter Margaretha. Reeds vanaf de dood van koning Karel V van Frankrijk in 1380, had Filips samen met hertog Lodewijk I van Anjou en hertog Jan van Berry opgetreden als regent voor diens minderjarige zoon koning Karel VI. Daar Karel VI steeds meer tekenen van mentale gestoordheid begon te vertonen, trachtte Filips zijn invloed over het Franse koninkrijk uit te breiden, hetgeen op heftige weerstand van de jongere broer van de koning, hertog Lodewijk I van Orléans, stuitte.
De in Vlaanderen opgevoede hertog Jan zonder Vrees volgde zijn vader op in 1404 en verenigde de erflanden van zijn moeder Margaretha van Dampierre met het Bourgondisch hertogdom in een personele unie. Terwijl hij de Franse graafschappen Nevers en Rethel afstond aan zijn jongere broers Filips II en Anton, begon hijzelf een politiek van wisselende kanten om zijn invloed uit te breiden terwijl de Franse landen werden geteisterd door de Honderdjarige Oorlog tegen het koninkrijk Engeland. Hij probeerde daarbij gebruik te maken van de anarchie die ontstaan was door de krankzinnigheid van de Franse koning. Net zoals zijn vader lag hij overhoop met zijn Valoisneef Lodewijk I van Orléans, die hij in 1407 door zijn aanhangers uit de weg liet ruimen. De hierdoor toegenomen spanningen leidde tot de burgeroorlog tussen Armagnacs en Bourguignons, waarbij hertog Jan zonder Vrees een alliantie sloot met koning Hendrik V van Engeland en in 1418 Parijs bezette. Hij werd het volgende jaar echter in een hinderlaag gelokt en vermoord door de leider van de Armagnacs, Tanneguy du Chastel.
Jans zoon Filips de Goede, hertog van Bourgondië sinds 1419, hernieuwde zijn vaders alliantie met koning Hendrik V van Engeland toen hij in 1420 het Verdrag van Troyes tekende tegen de Franse dauphin Karel VII. Hij concentreerde zich aanvankelijk op het uitbreiden van de Bourgondische gebieden, door de opvolging in het Duitse graafschap Namen aan te schaffen in 1421 (wat effectief werd vanaf 1429) en door het opvolgen van zijn neef hertog Filips van Saint-Pol in de Duitse hertogdommen Brabant en Limburg. Hij wist zich ook van de Beierse erflanden van zijn moeder Margaretha van Wittelsbach en zijn oom hertog Jan III van Beieren-Straubing te verzekeren, toen in 1433 de laatste Straubingerfgename Jacqueline de Duitse graafschappen Henegouwen, Zeeland en Holland, alsook Friesland aan hem afstond. In 1435 erkende hertog Filips de Goede met de Vrede van Atrecht de regering van koning Karel VII van Frankrijk en kreeg in ruil hiervoor de feitelijke onafhankelijkheid van de Bourgondische landen van de Franse Kroon, alsook steden en gebieden in Picardië. In 1441 kocht hij ten slotte het hertogdom Luxemburg van de laatste regerende hertogin Elisabeth van Görlitz.

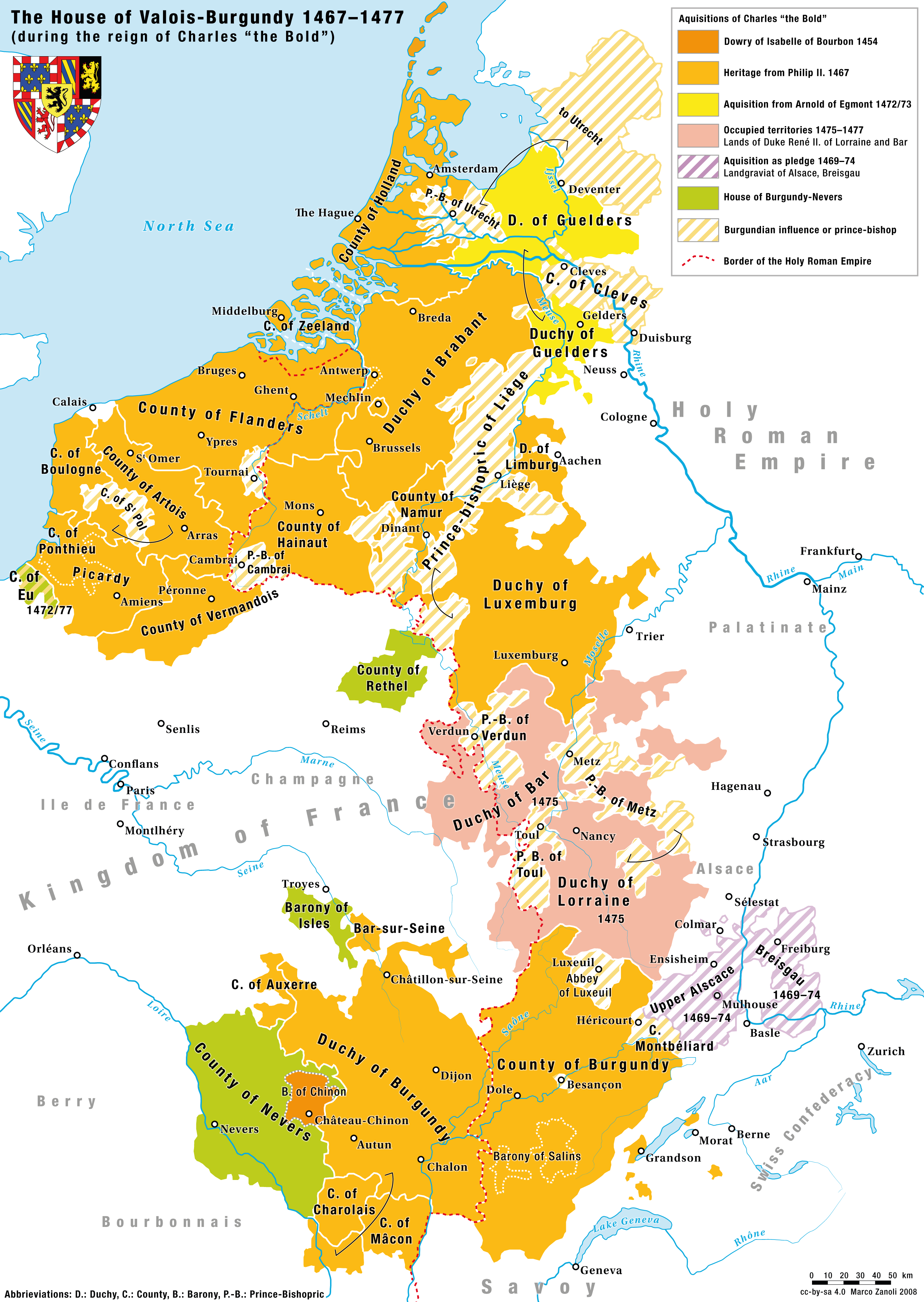
Bourgondische bezittingen onder de regering van hertog Karel de Stoute (1465–1477).

De Valois-Bourgondische hertog Karel de Stoute, het ideaalbeeld van een ridderlijke hertog, putte zichzelf uit in gewapende conflicten. Met de aankoop van Gelre kenden de Bourgondische Nederlanden hun grootste omvang. Karels' plannen om de opkomst van zijn dynastie te bekronen kende een piek met de onderhandelingen met de Habsburgse keizer Frederik III over zijn verheffing tot "koning van Bourgondië" en de verloving van zijn dochter Maria met Frederiks zoon aartshertog Maximiliaan van Oostenrijk. Woedend om de tegenzin van de keizer, begon Karel met het onsuccesvolle beleg van Neuss in 1474 en met de zogenaamde Bourgondische Oorlogen tegen het hertogdom Lotharingen en de Zwitserse Confederatie. Vergeefs probeerde hij militair zijn gebieden aaneen te smeden. Als gevolg hiervan stierf de mannelijke lijn van het huis Valois-Bourgondië uit toen Karel in 1477 sneuvelde in de slag bij Nancy.
Karels erfenis viel toe aan zijn dochter Maria van Bourgondië. Koning Lodewijk XI van Frankrijk profiteerde van de dood van haar vader door bliksemsnel toe te slaan. De Fransen bezetten het kernland van Bourgondië, Franche-Comté en de Charolais, en rukten op in Picardië en Artesië. De koning probeerde tevens zijn zoon en dauphin Charles te laten huwen met de hertogin. De 20-jarige Maria was niet in staat het leger van de Franse koning het hoofd te bieden, aangezien het leger van haar vader vernietigd was, en er in de steden in de Nederlanden opstanden heersten. Ze redde zich door na zeven maanden te trouwen met Maximiliaan van Habsburg, de zoon van keizer Frederik III. De keizer zond een leger om Lodewijk XI te verdrijven en de steden, die zich bewust werden van het Franse gevaar, steunden de hertogin in haar strijd tegen Frankrijk. Maximiliaan kon de Franse aanspraken in 1479 afweren in de slag bij Guinegate. Franse veroveringen bleven hierdoor beperkt tot Bourgondië, Artesië en Picardië.
Maria stierf plotseling in 1482 door een jachtongeval en liet twee kinderen achter, Filips de Schone en Margaretha van Oostenrijk. Maximiliaan had een lange militaire campagne nodig om zich te laten erkennen als regent voor zijn minderjarige zoon Filips. Het Huis Habsburg rees zo naar een koninklijke dynastie op Europese schaal, wat zou leiden tot een eeuwenlange rivaliteit tussen Frankrijk en Habsburg.

## Hertogen van Bourgondië (1363–1482)
| Hertogen van Bourgondië | Hertogen van Bourgondië | Hertogen van Bourgondië | Hertogen van Bourgondië | Hertogen van Bourgondië |
| Huis Valois-Bourgondië  | Huis Valois-Bourgondië  | Huis Valois-Bourgondië  | Huis Valois-Bourgondië  | Huis Valois-Bourgondië |
| Afbeelding              | Naam                    | Data                    | Wapen                   | Noten |
| ----------------------- | ----------------------- | ----------------------- | ----------------------- | --- |
|                         | Filips de Stoute        | 1363–1404               |                         | Vierde en jongste zoon van koning Jan II van Frankrijk uit het huis Valois en zijn vrouw Bonne van Luxemburg; trouwde met gravin Margaretha III van Vlaanderen in 1369. |
|                         | Jan zonder Vrees        | 1404–1419               |                         | Eerstgeboren zoon van Filips de Stoute; verenigde de erflanden van zijn moeder met de Bourgondische erflanden; huwde met Margaretha van Beieren in 1385.                |
|                         | Filips de Goede         | 1419–1467               | vanaf 1430              | |
|                         | Karel de Stoute         | 1467–1477               |                         | Enige legitieme erfgenaam van Filips de Goede en zijn derde vrouw Isabella van Portugal; laatste Valois-hertog van Bourgondië; sneuvelde in de Slag bij Nancy.          |
|                         | Maria                   | 1477–1482               |                         | Enige kind van Karel de Stoute en zijn twee vrouw Isabella van Bourbon; huwde met de Habsburgse aartshertog Maximiliaan I van Oostenrijk in 1477.                       |

## Referentie
- Dit artikel of een eerdere versie ervan is een (gedeeltelijke) vertaling van het artikel House_of_Valois-Burgundy op de Engelstalige Wikipedia, dat onder de licentie Creative Commons Naamsvermelding/Gelijk delen valt. Zie de bewerkingsgeschiedenis aldaar.